# Jason Fry
Pour les articles homonymes, voir Fry.
Œuvres principales
- Les Derniers Jedi

Jason Fry, née en 1969 à Charlottesville en Virginie, est un écrivain américain de science-fiction.

## Œuvres

### SérieThe Jupiter Pirates
1. (en) Hunt for the Hydra, 2013
2. (en) Curse of the Iris, 2014
3. (en) The Rise of Earth, 2016

### UniversTransformers

#### SérieTransformers Classified
Cette série est coécrite avec Ryder Windham (en).
1. (en) Switching Gears, 2011
2. (en) Battle Mountain, 2012
3. (en) Satellite of Doom, 2013

### UniversStar Wars

#### SérieStar Wars Rebels
1. Au service de l'Empire, Hachette Jeunesse, coll. « Bibliothèque verte », 2014 ((en) Edge of the Galaxy, 2014)
2. Des Rebelles dans les rangs, Hachette Jeunesse, coll. « Bibliothèque verte », 2015 ((en) Rebel in the Ranks, 2015)
3. Justice impériale, Hachette Jeunesse, coll. « Bibliothèque verte », 2015 ((en) Imperial Justice, 2015)
4. L'Académie secrète, Hachette Jeunesse, coll. « Bibliothèque verte », 2015 ((en) The Secret Academy, 2015)

#### Novélisation de film
- Les Derniers Jedi, Fleuve, 2018 ((en) The Last Jedi, 2018)  (ISBN 978-2-265-11799-0)Réédition, Pocket, coll. « Star Wars » no 170, 2019 (ISBN 978-2-266-29654-0)

#### Romans indépendants
- L'Arme du Jedi, Pocket Jeunesse, 2015 ((en) The Weapon of a Jedi, 2015)
- Cible mouvante, Pocket Jeunesse, 2015 ((en) Moving Target, 2015)Écrit avec Cecil Castellucci (en).

#### Recueil de nouvelles
- (en) The Clone Wars: Stories of Light and Dark, 2020Écrit avec Zoraida Córdova (en), Rebecca Roanhorse, Yoon Ha Lee, Anne Ursu (en), Lou Anders (en), Tom Angleberger (en), Preeti Chhibber (en), E. Anne Convery, Sarah Beth Durst (en) et Greg van Eekhout (en).

### UniversMinecraft
- Le Voyage, Castelmore, 2020 ((en) The Voyage, 2020)